# Comunió de Porvoo

Els països amb esglésies membres de la Comunió de Porvoo. Les Esglésies de la Comunió Anglicana tenen noms de color rosa o violeta, mentre que els nòrdics tenen els noms d'Esglésies Luteranes de color vermell

La Comunió de Porvoo és la comunitat formada per un acord entre tretze Esglésies europees que es consideren hereves plenes del cristianisme catòlic i apostòlic però també del protestant. L'acord, anomenat "La Declaració en Comú de Porvoo" (The Porvoo Common Statement), va establir la plena comunió entre les Esglésies participants; va ser consensuat el 1994, a la ciutat finlandesa de Porvoo (Borgå). Les Esglésies involucrades van ser les anglicanes de les Illes Britàniques, les luteranes (Esglésies nacionals) dels països nòrdics i les luteranes dels països bàltics. Consensos posteriors van atreure a l'acord les Esglésies de la Comunió Anglicana de la península Ibèrica.
La Comunió de Porvoo no té una seu. Cada membre de l'Església té una persona de contacte, les quals formen un grup de contacte que es reuneix cada any. Dos bisbes luterans i un d'anglicà són els comoderadors del grup de contacte, i hi ha dos cosecretaris també extrets de les dues tradicions esmentades. Hi ha també conferències i reunions organitzades per discutir qüestions d'interès per a tota la Comunió.

## Participants
Les Esglésies signants de la Comunió de Porvoo són les següents:
Des de 1994
- Església episcopal escocesa
- Església de Noruega
- Església de Suècia (antigament, Església oficial)
- Església evangèlica luterana estoniana
- Església evangèlica luterana de Lituània

Des de 1995
- Església d'Anglaterra
- Església d'Irlanda
- Església de Gal·les
- Església nacional d'Islàndia (Església evangèlica luterana d'Islàndia)
- Església evangèlica luterana de Finlàndia

Des de 2001
- Església lusitana catòlica apostòlica evangèlica (Portugal)
- Església espanyola reformada episcopal

Des de 2010
- Església del poble danès (Dinamarca)

Hi ha Esglésies que participen com a observadores; aquestes:
- Església evangèlica luterana de Letònia (des de 1994)
- Església evangèlica luterana de Letònia a l'estranger (des de 2010)
- Església luterana a la Gran Bretanya (des de 2010)